# Малінін Євген Васильович
Євген Васильович Малінін (8 листопада 1930, Москва — 2001, Кассель)  — радянський та російський піаніст. Народний артист СРСР (1989). 

## Біографія
Заняття музикою розпочав з 4 років. Закінчив Центральну музичну школу (клас Т. А. Бобович) та Московську консерваторію (1954) по класу Г. Г. Нейгауза, впродовж трьох років був його аспірантом та асистентом. 
1949 року став лауреатом II Всесвітнього фестивалю демократичної молоді та студентів у Будапешті,  IV Міжнародного конкурсу ім. Ф. Шопена у Варшаві 1949, 1953 року розділив з Філіпом Антремоном другу премію Міжнародного конкурсу імені Лонг і Тібо в Парижі (перша не була присуджена). 
У репертуарі Малініна переважали романтичні та постромантичні твори  — в тому числі твори Ф. Шопена, Ф. Ліста, С. В. Рахманінова, О. М. Скрябіна. Віддавав Малінін належне та більш сучасній музиці, переважно вітчизняній (Д. Д. Шостакович, Р. К. Щедрін, Р. С. Леденьов, Г. Г. Галинін). 
З 1957 року викладав у Московській консерваторії, в 1972 — 1978 роках очолював її фортепіанний факультет. Професор (1974, з 1975 — вчене звання). 
Почесний член Римської академії світової культури 1961
З середини 1990-х років до кінця життя працював і жив у Німеччині. 
Серед учнів: Анатолій Рябов, Тетяна Вєркіна, Баррі Дуглас, Карен Корнієнко, Алекснй Сучков.

## Сім'я
- Батько — Василь Степанович, мати — Марія Євгенівна.
- Діти — дочка Малініна Тетяна Євгеніївна.

## Нагороди
- Заслужений артист РРФСР (1965) [2]
- народний артист РРФСР (1979) [3].
- Народний артист СРСР (1989)